# Кухня Вануату

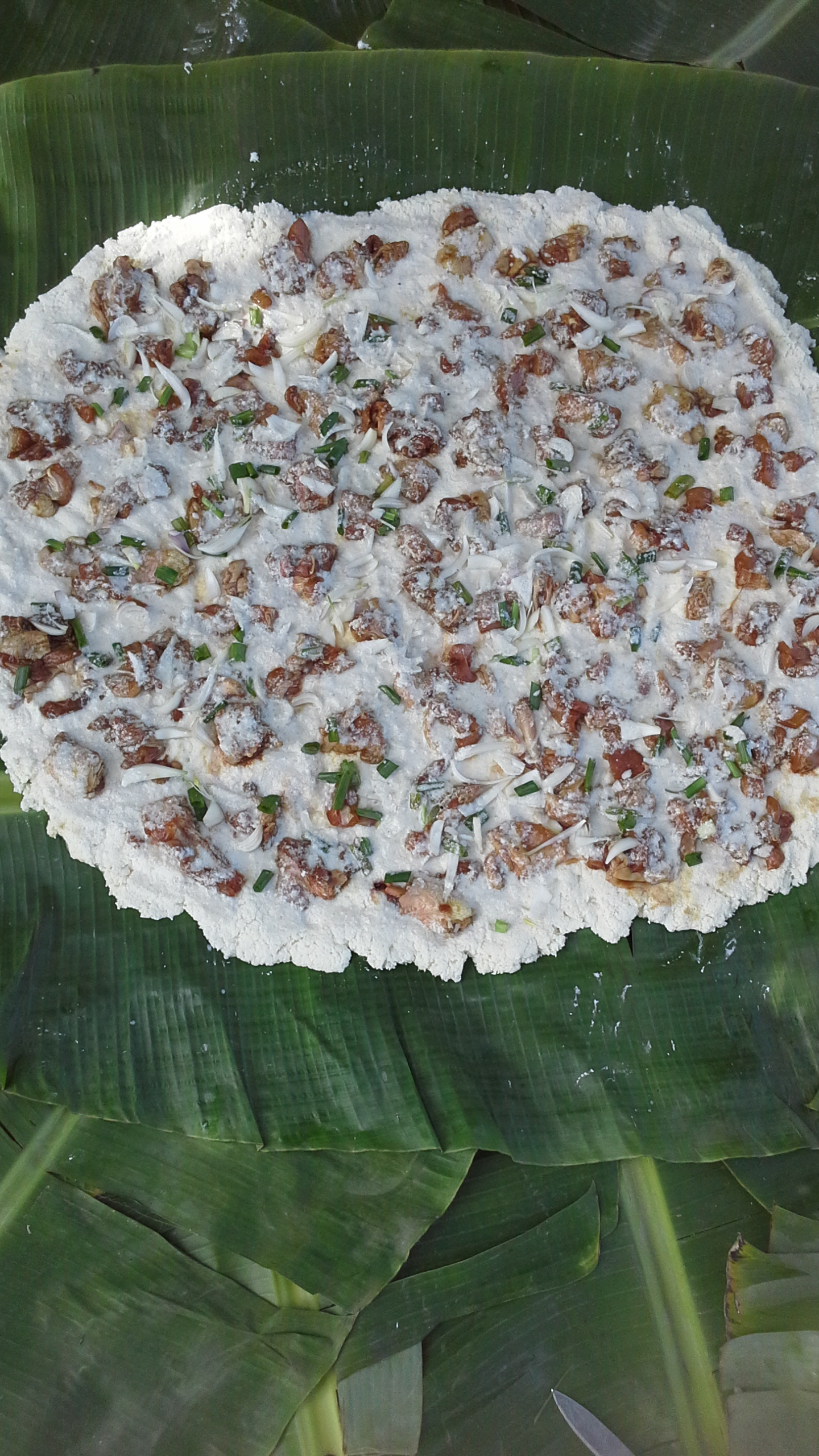
Лап-лап, національна страва Вануату

Кухня Вануату (бісл. aelan kakae) — включає в себе рибу, коренеплоди, такі як таро і ямс, фрукти та овочі . Більшість острівних господарств вирощують їжу в своїх садах, з цієї причини нестача продовольства зустрічається рідко . Папаї, ананаси, манго, банани та батат вирощують протягом більшої частини року. Кокосове молоко та крем використовуються для ароматизації багатьох страв. Велика частина їжі готується з використанням гарячих каменів або шляхом кип'ятіння і пропарювання; маленька частина страв присмажується. Оскільки Вануату є одним з небагатьох південнотихоокеанської регіонів, які перебувають під впливом зовнішнього світу, кухня Вануату має багатокультурний характер.

## Основні інгредієнти
Для приготування страв у кухні Вануату використовуються кілька основних інгредієнтів, в тому числі ямс, таро, банан, кокос, цукрова тростина, тропічні горіхи, м'ясо, зелень, птицю та морепродукти. Корінне населення Вануату зазвичай самостійно виробляють більшу частину своєї їжі, за винятком таких продуктів, як рис або консервована риба.

## Традиційні напої
Кава, традиційний безалкогольний напій, надзвичайно популярний у Вануату. Колись престижний напій, що готується з Piper methysticum, його зазвичай п'ють у сутінках, перед вечерею, в основному чоловіки, але все частіше жінки. Напій має м'яку наркотичну і розслаблюючу дію на людину, але в основному цінується за розслаблену атмосферу, з якою він традиційно асоціюється, як в міських, так і в сільських районах (зокрема, популярний в накамале).

## Традиційні страви
Національною стравою Вануату є лап-лап - спечений пудинг. Він складається з тертого ямсу, банана, маніока або таро. Інгредієнти змішуються з кокосовим молоком і  сіллю, потім запікається під гарячими каменями.
Ще одна популярна страва - сімборо. Страва схожа на долму, являє собою парний рулет, в який загорнуті терте м'ясо, маніок, ямс, таро або борошно, загорнуте в листя банана і покрите кокосовим молоком.
Також ведеться полювання на летючих лисиць, що вживаються в їжу в тушкованому вигляді.
Кокосовий краб є одним з унікальних видів Вануату. Проте, багато ресторанів на островах перестали пропонувати цю страву, так як краб знаходиться на межі вимирання .